# A la valenciana
Compromís–Podemos–EUPV: A la valenciana (abrégé en A la valenciana) est le nom de la coalition politique formée le 13 mai 2016 dans la Communauté valencienne pour les élections générales espagnoles de 2016 par la Coalition Compromís (Compromís), Podemos et la Gauche unie du Pays valencien (EUPV). Elle succède à Compromís-Podemos-És el moment formée pour les élections générales espagnoles de 2015.

## Résultats électoraux

### Élections générales
| Année | Congrès des députés | Congrès des députés | Congrès des députés | Congrès des députés | Sénat  | Gouvernement |
| Année | Voix                | %                   | Rang                | Députés             | Sénat  | Gouvernement |
| ----- | ------------------- | ------------------- | ------------------- | ------------------- | ------ | ------------ |
| 2016  | 659 771             | 25,44               | 2e                  | 9 / 33              | 3 / 12 | Opposition   |

Conformément à l'accord passé entre les partis, sur les neuf députés élus, quatre reviennent à Podemos, quatre à Compromís et un à l'EUPV.